# Segon govern d'Archinard
El segon govern d'Archinard va durar entre el novembre de 1892 i el 2 d'agost de 1893. Va gaudir de facultats àmplies en haver-se elevat el territori a colònia separada amb plena autonomia política i administrativa i la direcció general de les operacions militars sense poder exercir de comandant en cap de les tropes.
Va rebre ordres de substituir la política militar per una penetració pacifica via comerç i consagrar-se exclusivament a l'administració. El sotssecretari de Colònies li va concedir un augment de forces militars (un regiment de tiradors amb 8 companyies sota el comandament del tinent coronel Combes; una companyia de la legió estrangera; i el comandant Quiquandon fou nomenat resident a Kénédougou/Sikasso per atreure al rei Tieba) 
Archinard va arribar a Kayes el novembre de 1892 i va rebre el comandament del comandant Bourgey. Samori estava a Nafana i ocupava l'alt Níger i l'alt Milo, i el seu lloctinent Bilali estava en comunicació amb els anglesos de Sierra Leone que el tornaven a proveir d'armes; l'almamy del Futa Djalon, Bokar Biro, tot i proclamar la seva amistat amb França, proveïa combois de bous als sofes. A Macina, Ahmadu seguia incitant a la revolta a les poblacions indígenes, especialment a Goumbou on els habitants havien agafat les armes i l'intent del sotstinent Canrobert (vingut des de Nioro amb 25 spahis) va fracassar i va haver de retirar-se, constatant-se que no hi havia prou efectius al cercle de Nioro per posar fi a la revolta; a l'oest de Nioro els maures aprofitaven la situació per fer incursions de saqueig; Ahmadu també permetia incursions cap a territoris francesos i mantenia l'aliança amb Samori, Tieba, al-Hadjdj Bougoumi i els caps de Minianka.
Semblava evident que el principal enemic era Samori i calia expulsar les seves bandes del Níger i el Milo cap a l'est, per després controlar l'agitació a Kaarta i Ségou, i finalment intervenir a Macina. Archinard, que no estava autoritzat a dirigir cap expedició personalment, ho va encarregar al tinent coronel Combes (que ja va governar el territori de 1884 a 1885). La campanya va abraçar dos operacions:
- La campanya de Combes contra Samori a l'alt Níger i a l'est del Milo

- La pacificació de Kaarta, de Minianka i la guerra contra Ahmadu a Macina fins a la conquesta d'aquesta

Mentre el tinent coronel Combes operava contra Samori Turé al sud, el coronel Archinard va visitar Kaarta i el Bélédougou. Anava escortat per alguns tiradors i spahis i per les forces de caps indígenes entre els quals Aguibou, l'antic "sultà" de Dinguiray; Archinard va creuar el Bakhoy a Badumbé (final de gener de 1893) i via Dianghirté, va arribar a Nioro on del 8 al 16 de febrer va arranjar els afers locals; els tuculors havien estat autoritzats el 1891 a residir a la rodalia de Nioro, però això havia provocat discòrdies i Archinard va ordenar repatriar als tuculors al seu país d'origen, el Futa. Per aturar les incursions dels maures al nord-oest de Kaarta, va ordenar a l'esquadró del capità Goujet d'anar a Diauvéli a la plana entre Yélimané i Bandiougoula, lloc on es van estacionar dos escamots; altres seran destacats a Kayes i Nioro. La guarnició de Nioro fou reforçada amb elements reclutats pel capità Sansarric, adjunt del comandant del cercle.
El 17 de febrer el coronel Archinard va sortir de Nioro, i via Dioroni i Danghéli, es va dirigir a Goumbou on va arribar deu dies després. El coronel va forçar els habitants a l'obediència i els va imposar una multa per la seva revolta anterior. A la població va quedar el capità Mahmadou Racine amb sis tiradors i alguns homes malalts. Va penetrar al Bélédougou on va imposar l'impost i després a Mourdia on va rebre els representants de la província, i tot seguit per Danguéré i Toubakoro, va arribar al Níger a Segalani, creuant el riu a Farako (13 de març) arribant l'endemà a Ségou.
Allà el resident el va informar que el rei Bodian, protegit francès, no gaudia de cap prestigi entre els indígenes, va destituir al faama, que va retornar amb el seu pare a Kaarta; la residència fou suprimida i el Ségou transformat en cercle.
Després va venir la guerra contra Ahmadu de Macina el 1893, amb la conquesta de Djenné, Mopti i Macina (vegeu Macina)
El maig de 1893 fou l'hora d'organitzar el territori. Aguibou, antic sultà del Dinguiray, fou establert com a sultà de Macina a Bandiagara, sota control d'un resident. El Guénie-Kalary, el Baninko i Minianka foren agregats al cercle de Ségou; les terres a l'entorn de Sokolo i de Djenné van formar dos nous cercles (el cercle de Sokolo sota el capità Cogniard, que incloïa Ségala, Sokolo, Bassikounou i Monimpé; i el cercle de Djenné sota el capità Gautheron, format pel Kaminiadougou, el Sarro, el Pondory, el Djenneri i el Bendougou. A Sansandig el rei Mademba va restar com a faama. A la confluència entre el Níger i el Bani es va fundar una posició francesa a Mopti amb una companyia de tiradors de guarnició; la flotilla hi havia d'establir un embarcador.
Per facilitar el govern, Archinard va fraccionar la colònia en tres grans regions (cadascuna amb diversos cercles): 
1) La regió del nord, capital Nioro, sota autoritat del comandant Claude 
2) La regió de l'est, capital Ségou, sota el comandant Brisac
3) La regió del sud, capital Siguiri, sota el cap d'esquadró (comandant) Richard
Encara al maig de 1893 Archinard va remuntar el riu fins a Manambougou; va establir un servei de piragües entre Ségou i Bamako. Després va retornar a Kayes per la via ordinària i allí va entregar el comandament interí al tinent coronel Bonnier i a finals de juliol va retornar a França. Bonnier va agafar possessió efectiva el 2 d'agost. Només quedava pendent als francesos l'arribada fins a Tombuctú que era la clau de totes les rutes del Sàhara i del Sudan central, i que estava sota control dels tuaregs. Archinard comptava a tornar el 1894 per acabar la tasca i va encarregar al tinent coronel Humbert i al tinent de vaixell Boiteux la preparació: el primer havia de mobilitzar tiradors, i el segon construiria un nombre suficient de barcasses pel transport de queviures i municions (a més estava autoritzat a escortar combois de mercaderies entre Djenné i Tombuctú però com a simple protector i sense entrar en contacte amb els habitants de Tombuctú); una marxa prematura i temerària de Boiteux a Tombuctú exigirà una intervenció immediata per ocupar la ciutat; d'altra banda Samori tornarà a aparèixer al bucle del Níger i el tinent coronel Bonnier haurà de fer noves operacions. Finalment el ministeri de colònies de França va decidir que a partir de 1894 la colònia tindria un govern civil i posarà fi al govern militar, de manera que Archinard ja no va retornar al Sudan Francès.